# Sophronica albomarmorata
Sophronica albomarmorata là một loài bọ cánh cứng trong họ Cerambycidae.